# هوخ‌واد
هوخ‌واد (به هلندی: Hoogwoud) یک منطقهٔ مسکونی در هلند است که در اپ‌میر واقع شده‌است. هوخ‌واد ۳٬۱۷۰ نفر جمعیت دارد.